# 天璇增二
大熊座37，又名BD+57 1277，HD 91480、SAO 27695、HR 4141，是大熊座的一颗恒星，视星等为5.16，位于銀經152.26，銀緯51.57，其B1900.0坐标为赤經10h 28m 43.4s，赤緯+57° 51.57′ 52″。